# Podeni, Argeș
Podeni este un sat în comuna Buzoești din județul Argeș, Muntenia, România.